# أطالية
أطالية أو أتالية (الاسم العلمي: Attalea)، جنس كبير من أشجار النخيل موطنها الأصلي المكسيك ومنطقة البحر الكاريبي وأمريكا الوسطى والجنوبية. يشمل هذا الجنس ذو الأوراق الريشية غير الشوكية على أشجار النخيل الصغيرة التي تفتقر إلى ساق فوق الأرض والأشجار الكبيرة. يتمتع هذا الجنس بتاريخ تصنيفي معقد، وغالبًا ما يُقسم إلى أربعة أو خمسة أجناس بناءً على الاختلافات في الأزهار المذكرة. نظرًا لأنه لا يمكن تمييز الأجناس إلا على أساس أزهارها المذكرة، فقد أُستخدم وجود أنواع أزهار وسيطة وهجينة بين أجناس مختلفة كحجة لإبقائها جميعًا في نفس الجنس. وقد دُعم ذلك من خلال علم النشوء والتطور الجزيئي الحديث.
يتراوح عدد الأنواع المعترف بها في هذا الجنس بين 29 و67 نوعًا، مع تقديرات تصل إلى 100 نوع. تجعل مجموعات المعشبة غير المكتملة ومن الصعب تحديد ما إذا كانت مجموعات معينة تمثل نوعًا واحدًا أو مجموعة من الأنواع المتشابهة. تتمتع أنواع الأطالية بتاريخ طويل من الاستخدام البشري، وتشمل مصادر مهمة اقتصاديًا لزيت النخيل والألياف. العديد من الأنواع تتحمل الحرائق وتزدهر في الموائل المضطربة. تنتشر بذورها بين الحيوانات، بما في ذلك بعض الأنواع التي يُعتقد أنها تكيفت مع الانتشار بواسطة حيوانات الانقراض الرباعي الضخمة.